# Meiothecium microcarpum
Meiothecium microcarpum är en bladmossart som beskrevs av Mitten 1868. Meiothecium microcarpum ingår i släktet Meiothecium och familjen Sematophyllaceae. Inga underarter finns listade i Catalogue of Life.